# Assemani
Assemani è il patronimico (dall'arabo As-sam' ani = figlio di Simone) di una famiglia cristiano maronita libanese alla quale sono appartenuti alcuni illustri orientalisti e studiosi di cose sacre, vissuti in Italia nel XVIII e nel XIX secolo, fra i quali si ricordano:  
- Giuseppe Simone Assemani (1687-1768)[1]
- Giuseppe Luigi Assemani (1710-1782), nipote di Giuseppe Simone[2]
- Stefano Evodio Assemani (1707-1782), nipote di Giuseppe Simone[3]
- Simone Assemani (1752-1821), pronipote di Giuseppe Simone[4],
- Antonio Assemani, fratello di Simone[4]